# Gießen 46ers
Gießen 46ers è una società cestistica avente sede a Gießen, in Germania. Fondata nel 1846, gioca nel primo campionato tedesco.
Disputa le partite interne nella Sporthalle Gießen-Ost, che ha una capacità di 4.003 spettatori.

## Palmarès
- Campionato tedesco: 5

1964-1965, 1966-1967, 1967-1968, 1974-1975, 1977-1978
- Coppa di Germania: 3

1969, 1973, 1979

## Roster 2021-2022
Aggiornato al 2 agosto 2021.
|    | Naz.                                         | Ruolo | Sportivo         | Anno | Alt. | Peso |  |
| -- | -------------------------------------------- | ----- | ---------------- | ---- | ---- | ---- |  |
| 0  | Stati Uniti (bandiera)                       | PG    | Kendale McCullum | 1996 | 194  | 75   |  |
| 1  | Kenya (bandiera) · Sudan del Sud (bandiera)  | AP    | Nuni Omot        | 1994 | 206  | 98   |  |
| 2  | Germania (bandiera) · Polonia (bandiera)     | AP    | Dennis Nawrocki  | 1992 | 193  | 98   |  |
| 3  | Stati Uniti (bandiera)                       | AP    | Brayon Blake     | 1995 | 201  | 100  |  |
| 4  | Germania (bandiera)                          | P     | Bjarne Kraushaar | 1999 | 190  | 78   |  |
| 5  | Stati Uniti (bandiera)                       | P     | Kyan Anderson    | 1992 | 180  | 79   |  |
| 9  | Germania (bandiera)                          | G     | Maximilian Begue | 2001 | 192  | 88   |  |
| 10 | Germania (bandiera)                          | AG    | Tim Uhlemann     | 1999 | 203  | 105  |  |
| 12 | Germania (bandiera)                          | G     | Kilian Binapfl   | 2000 | 195  | 92   |  |
| 21 | Germania (bandiera)                          | AP    | Florian Koch     | 1992 | 197  | 86   |  |
| 25 | Stati Uniti (bandiera)                       | AG    | Phil Fayne       | 1997 | 201  | 100  |  |
| 54 | Stati Uniti (bandiera) · Germania (bandiera) | C     | John Bryant      | 1987 | 211  | 127  |  |

### Staff tecnico
| Allenatore: | Peter Strobl  |
| Assistente: | Steven Wriedt |